# Bildkapelle bei Oberjoch

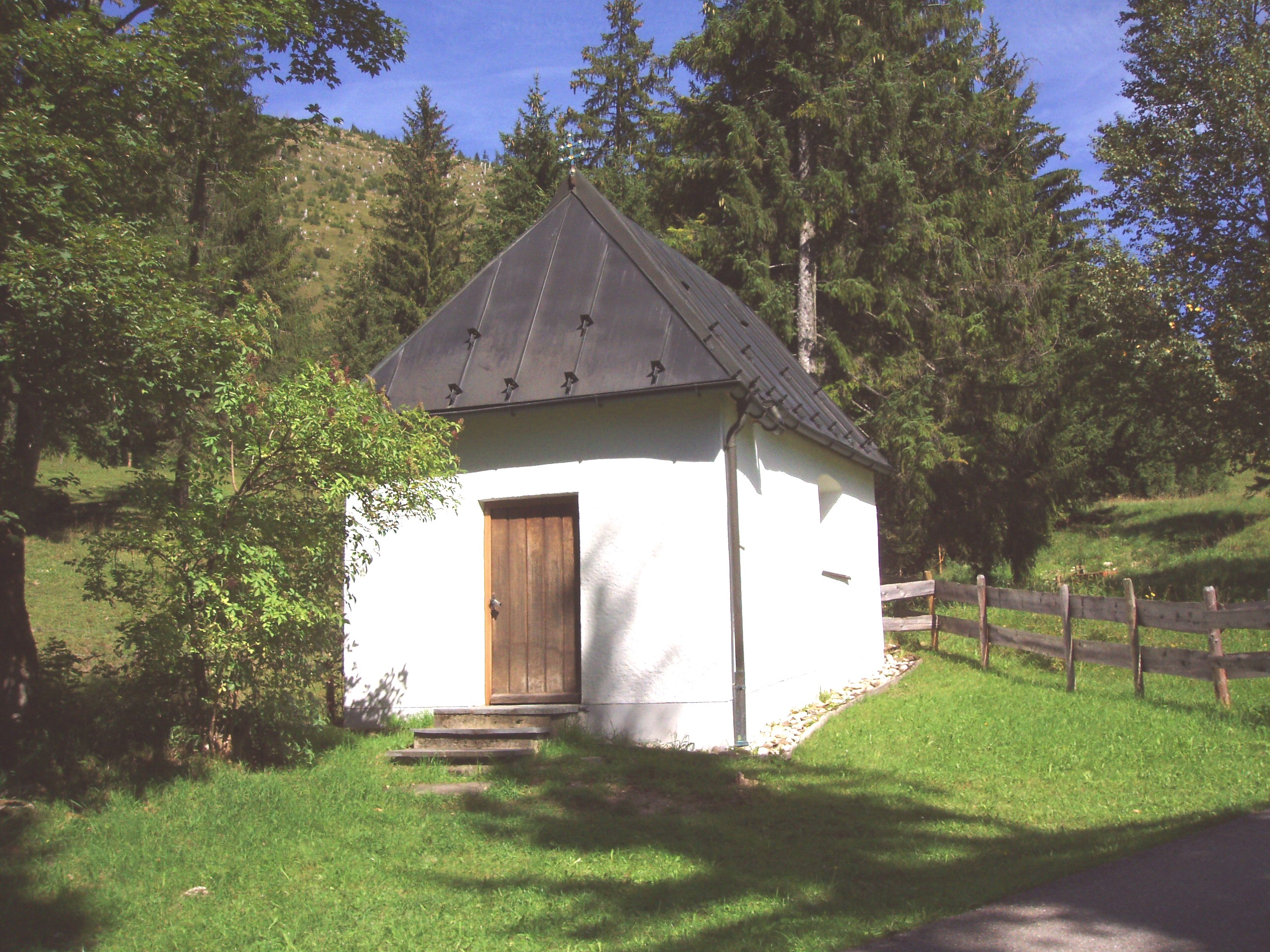
Bildkapelle

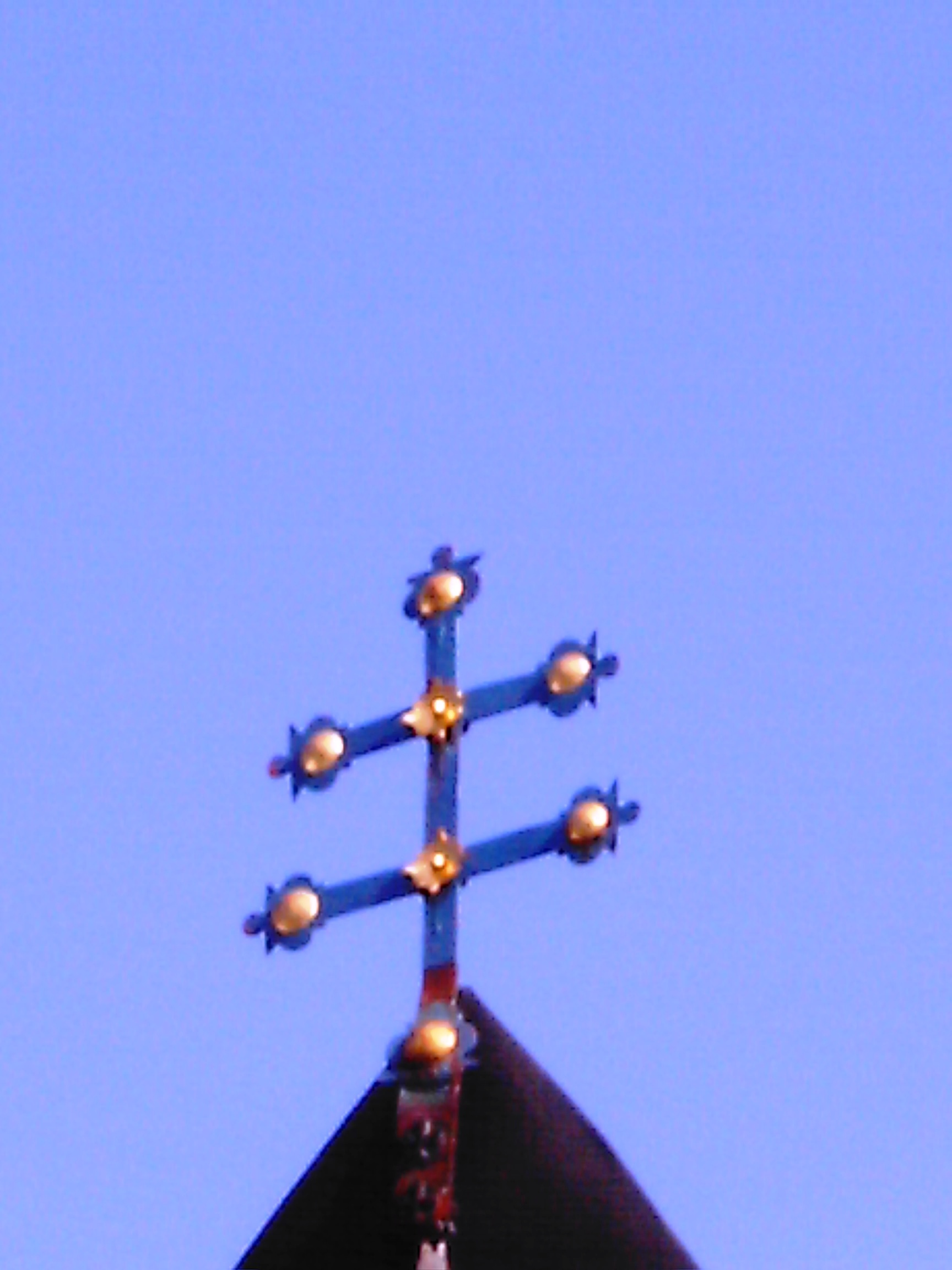
Wessobrunnerkreuz

Die Bildkapelle ist eine Kapelle bei Oberjoch im Landkreis Oberallgäu.
Sie wurde im 17. Jahrhundert aus Bruch- und Rollsteinen als Rastkapelle am steilsten Teil der alten Jochstraße, südlich von Oberjoch kurz vor dem Steilabstieg ins Ostrachtal, errichtet. Der Ursprung war vermutlich ein Feldkreuz mit einer einseitigen, halbrunden Hintermauerung. An diese wurde ein geschlossenes kleines Langhaus angebaut, das später noch einmal verlängert wurde. Die Kapelle besitzt einen westlichen Vorraum; das Schiff ist mit einer flachen, spitzbogigen Putztonne versehen und durch ein Gitter unterteilt. Der Chor ist leicht eingezogen und hat einen halbrunden Schluss. Darin befindet sich auf einer steinernen Mensa eine hochbarocke Kreuzigungsgruppe, die im Zeitstil der Maria in der vorderen Marienkapelle in Hinterstein entspricht. Zwei diagonal schwebende Engel mit Schriftbändern gehörten einst zum hochbarocken Altar der Hornkapelle.
Die mit einem abgewalmten Schindeldach bedeckte Kapelle hat keinen Turm. Auf dem schindelbekleideten Giebel steht ein schmiedeeisernes Wessobrunnerkreuz, ein Doppelkreuz, wie man es auf allen Kapellen findet, die frommen Fuhrleuten zur Erbauung dienten. Fuhrleute stifteten wohl auch die schlichte Kreuzigungsgruppe aus dem 17. Jahrhundert. Damals hatte der Fuhrverkehr auf der Jochstraße seine größte Bedeutung.
Die Wände schmücken Bilder mit historischen Geschehnissen im Ostrachtal. Diesen Bildern verdankt die Kapelle ihren Namen.